# Merwin
Merwin – wieś w Stanach Zjednoczonych, w stanie Missouri, w hrabstwie Bates.